# Leviathan (együttes)
A Leviathan amerikai egyszemélyes black metal projekt.

## Története
1998-ban alakult San Franciscóban. Egy tag alkotja, Wrest (valódi nevén Jeff Whitehead) aki a Lurker of Chalice és a Twilight nevű black metal együttesekben is játszott. Wrest kollaborált a Sunn O)))-nal is. Lemezeit a Moribund Records és Profound Lore Records kiadók jelentetik meg. Eddig hat nagylemezt dobott piacra. Diszkográfiája továbbá több egyéb albumot is tartalmaz. Az együttes a legismertebb amerikai black metal együttesek közé tartozik.

## Tagok
- Wrest - ének, összes hangszer (1998-)

## Diszkográfia
- The Tenth Sub Level of Suicide (2003)
- Tentacles of Whorror (2004)
- A Silhouette in Splinters (2005)
- Massive Conspiracy Against All Life (2008)
- True Traitor, True Whore (2011)
- Scar Sighted (2015)